# Соколов Валеріан Сергійович
Валеріа́н Сергі́йович Соколо́в (рос. Валериан Сергеевич Соколов; 30 серпня 1946) — радянський боксер-любитель, згодом — тренер з боксу. Олімпійський чемпіон та чотириразовий чемпіон СРСР з боксу. Заслужений майстер спорту СРСР, кандидат педагогічних наук, радник юстиції 1 класу, полковник.

## Життєпис
Народився в селі Шихабилово Урмарського району Чуваської АРСР, РРФСР. Втративши матір у 1954 році, мешкав з батьком і мачухою. У 1958 році переїхав у місто Чебоксари. Займатися боксом розпочав у 1962 році в секції боксу ДСТ «Динамо» у тренера Аркадія Лукіна.
Чотириразовий чемпіон СРСР (1968, 1969, 1971, 1973), триразовий фіналіст (1972, 1974, 1975) та призер (1970) першостей СРСР.
На літніх Олімпійських іграх 1968 року в Мехіко (Мексика) почергово переміг Рафаеля Анчундію (Еквадор), Міккі Картера (Велика Британія), Самуеля Мбугуа (Кенія), Ейдзі Моріоку (Японія) та у фіналі — Ерідаді Муквангу (Уганда), виборовши золоту олімпійську медаль.
Двічі, у 1969 та 1971 роках, брав участь у чемпіонатах Європи з боксу, проте обидва рази доволі невдало: 1969 року вибув у другому колі, 1971 року дістався чвертьфіналу.
1971 року закінчив факультет механізації сільського господарства Чуваського сільськогосподарського інституту, 1973 року — Казанське вище танкове командне училище. Спортивну кар'єру завершив у 1975 році. У 1977 році закінчив ад'юнктуру Ленінградського військового інституту фізичної культури.
З 1981 по 1986 роки Валеріан Соколов був головним тренером радянської національної боксерської команди. У 1998 році він очолив Тренерський комітет Російської федерації боксу, а згодом очолив відділ бойових мистецтв Федеральної агенції з фізичної культури та спорту Росії.

## Нагороди і почесні звання
- Орден «Знак Пошани».
- Орден «За службу Батьківщині у Збройних Силах СРСР» 3-го ступеня.
- Майстер спорту СРСР (1967).
- Майстер спорту СРСР міжнародного класу (1968).
- Заслужений майстер спорту СРСР (1968).
- Почесний знак «За заслуги у розвитку фізичної культури і спорту» (2001).

## Вшанування пам'яті
Ім'ям Валеріана Соколова названо одну з вулиць у Чебоксарах, а також дитячо-юнацьку спортивну школу.